# Rudiment
Rudiment (z latinského rudimentum – první pokus, počátek) je označení, které je používáno pro vlastnosti nebo zakrnělé orgány obvykle již organismem nepoužívané, které však byly efektivní u nižšího vývojového stupně organismu. V případě, pokud je vlastnost nebo znak u druhu překonán a vývojem vymizí, ale u některého z jedinců se opět objeví, používá se pro tento jev také termín atavismus.
K rudimentárním lidským orgánům patří např.  kostrč, apendix (červovitý výrůstek slepého střeva), ušní svaly, které umožňovaly pohyb boltcem nebo takzvané zuby moudrosti. U zvířat např. paspárek.
V širší souvislosti se termín rudiment používá i pro základ, zbytek nebo pozůstatek něčeho.